# 모자이크 (유전학)
모자이크는 수정란이 분열하는 과정에서 세포분열이 잘못되어 염색체의 조성이 세포마다 뒤죽박죽이 되는 것이다.
대표적으로 왼쪽은 암컷이고 오른쪽은 수컷인 나비가 있다.

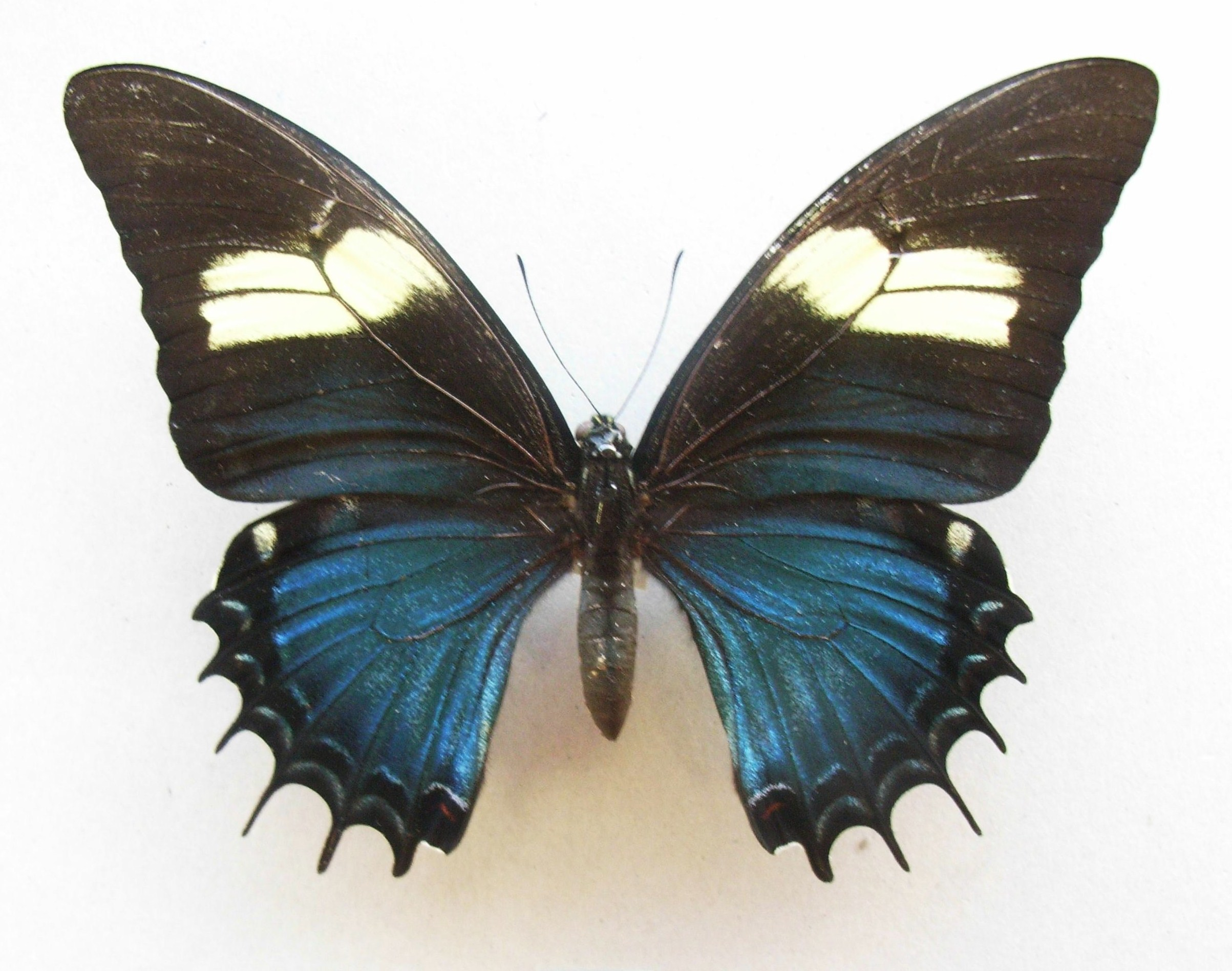
암컷 Papilio androgeus
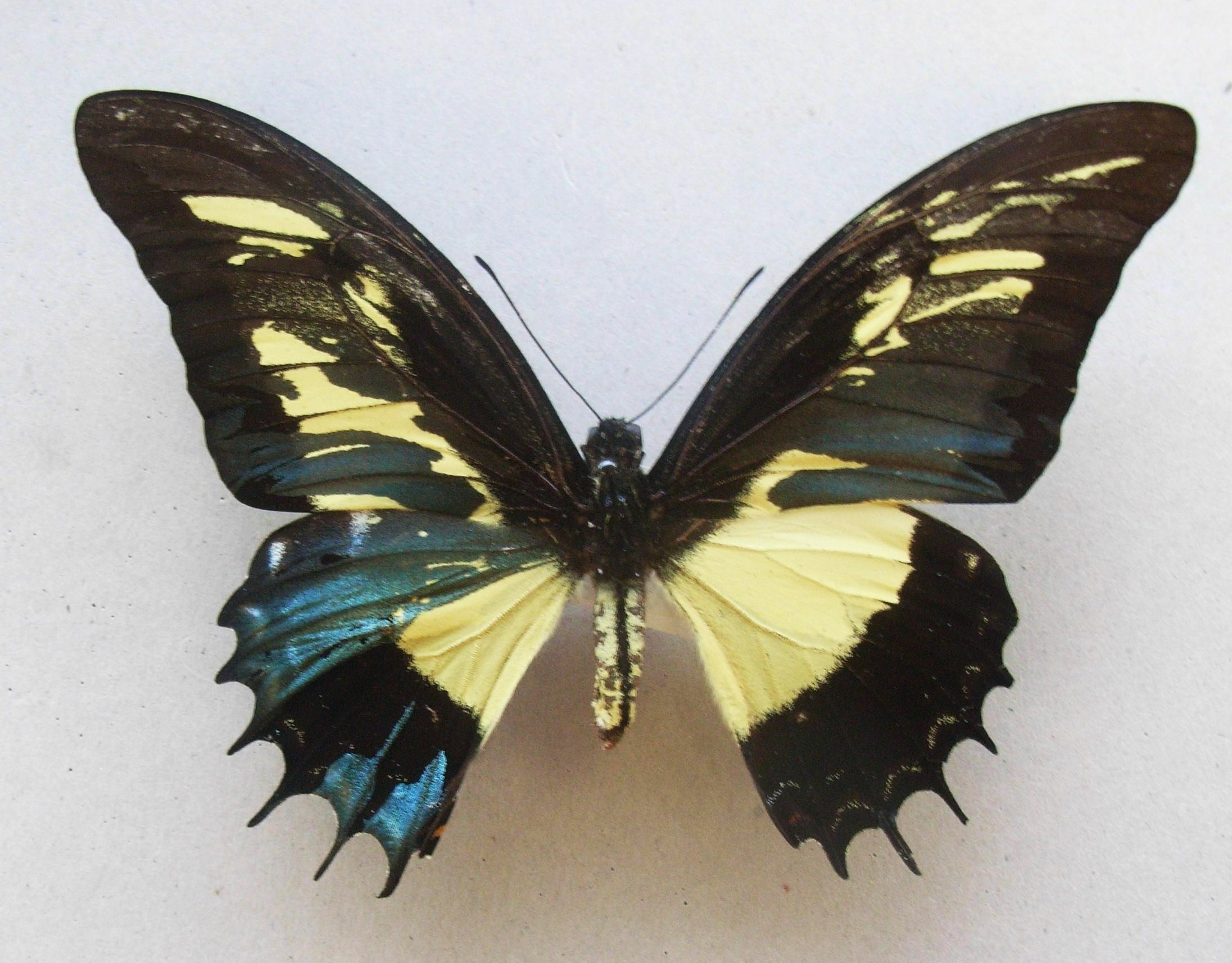
자웅모자이크 Papilio androgeus
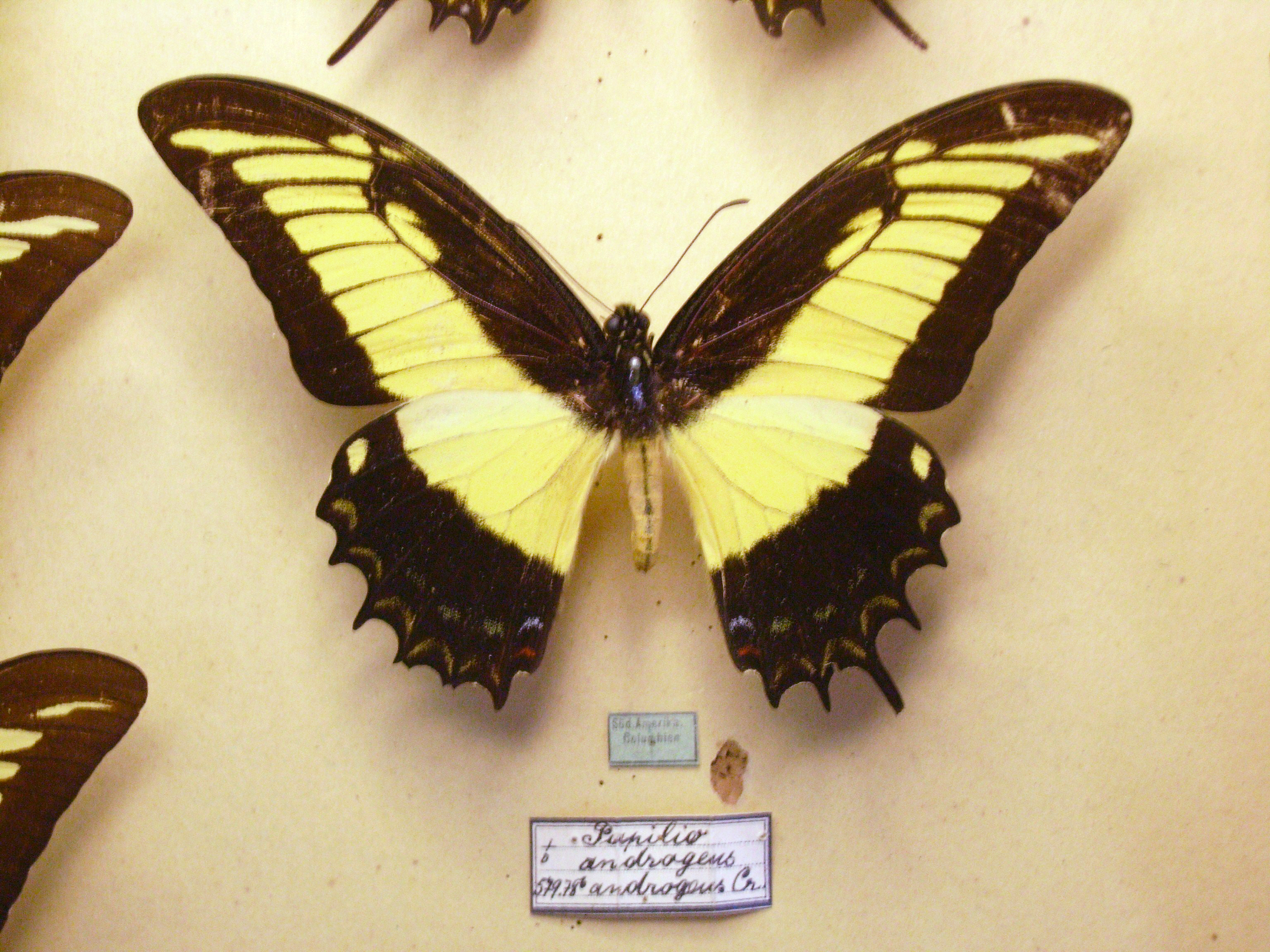
수컷 Papilio androgeus

## 같이 보기
- 키메라 (유전학)
- 배니싱 트윈